# Дёмин, Владимир Фёдорович (физик)
Владимир Фёдорович Дёмин (14 июня 1937 года, Москва — 21 июня 2020 года, Москва) — советский и российский физик. Кандидат физико-математических наук, доктор технических наук. Участвовал в расследовании причин и ликвидации последствий аварии на Чернобыльской АЭС, был помощником академика Валерия Легасова при подготовке доклада в МАГАТЭ об аварии. Член Ядерного общества России.

## Биография
Родился 14 июня 1937 года в Москве. В 1963 году окончил Физический факультет МГУ имени М. В. Ломоносова, где учился в том числе у такого известного физика, как Лев Ландау. В 1966 году окончил аспирантуру и продолжил работу в ИАЭ им. И. В. Курчатова.
В 1966 году защитил кандидатскую диссертацию в области физики атомного ядра, а в 2016 году — докторскую диссертацию по теме «Анализ риска в обеспечении безопасности человека в чрезвычайных ситуациях» (доктор технических наук).
С 1966 года и до момента ухода из жизни работал в НИЦ «Курчатовский институт». Также В. Ф. Демин в течение почти 20 лет преподавал вычислительную математику и программирование в МАИ.

### Научная деятельность
В. Ф. Демин начал свой научный путь с работы в качестве физика-теоретика в области атомного ядра, но, в силу своих широких интересов, скоро стал заниматься междисциплинарными исследованиями в области экологии и радиационных рисков. Первый заместитель директора ИАЭ, Герой России В. А. Легасов активно сотрудничал с В. Ф. Деминым при расчете радиационных рисков как при подготовке доклада в МАГАТЭ о Чернобыльской аварии и её последствиях, так и впоследствии — при построении концепции безопасности ядерных реакторов для различных отраслей промышленности.
С конца 1990-х годов В. Ф. Демин начал дополнительно заниматься разработкой методологии оценки рисков в области здравоохранения, связанных не только с радиационным воздействием, но и вообще — с любыми причинами рисков здоровью: от сердечно-сосудистых и онкологических заболеваний до нейродегенеративных патологий. С середины 2000-х годов он одним из первых начал заниматься проблемой оценки рисков от использования нанотехнологий.
В. Ф. Демин занимался не только теоретическими исследованиями, он работал в тесном сотрудничестве с экспериментаторами из самых разных областей — экологии, медицины, пищевой промышленности, нанотехнологий. В частности, обосновывал и разрабатывал практическое использование ядерно-физических методов нейтронно- и протонно-активационного анализа для высокоселективного и прецизионного определения сверхмалых количеств различных металлов и неорганических оксидов в различных средах, включая органы и ткани млекопитающих и человека. Эти и более ранние результаты работы В. Ф. Демина были положительно приняты мировым научным сообществом, заложили основы теории радиационных, экологических и медицинских рисков, а также практического использования ядерно-физических методов в самых разных областях человеческой деятельности.
С начала 2000-х годов В. Ф. Демин активно участвовал в международной деятельности. Он внёс большой вклад в исполнение международного проекта ИНПРО в МАГАТЭ по реализации ядерной энергетической Инициативы Президента России В.В. Путина на Саммите тысячелетия ООН: им была обоснована практическая возможность реального полноценного страхования ядерных рисков, связанных с осуществлением международных проектов транспортабельных малых модульных атомных станций.
В 2016 году В. Ф. Демин защитил диссертацию на степень доктора технических наук, тесно сотрудничая с учеными из ФМБЦ им. А. И. Бурназяна, ФИЦ питания и биотехнологии и других институтов; был членом диссертационного совета по защите докторских диссертаций, членом редакционной коллегии журнала «Медицинская радиология и радиационная безопасность». В 2019 году инициировал и осуществлял научное руководство проектом по разработке методологии нелинейной оценки рисков в области здравоохранения. В частности, в последние годы В. Ф. Демин предложил и разрабатывал эффект нелинейной конкуренции рисков смерти от разных причин, ввел и обосновал расчет естественного возрастного распределения населения на произвольной территории, что в медицинской статистике коренным образом способно повлиять на политику в сфере здравоохранения.
В 2020 году, на фоне пандемии COVID-19, В. Ф. Демин начал разработку модели распространения вирусных инфекций с использованием средств анализа риска. Таким образом, им была поставлена цель продемонстрировать возможность применения математических алгоритмов оценки риска в самых актуальных ситуациях, требующих срочного принятия решений с целью сохранения жизни и здоровья населения. К сожалению, данный труд не был окончен в полной мере вследствие скоропостижной смерти ученого 21 июня 2020 года. Косвенным образом в смерти В. Ф. Демина сыграла и сама пандемия: настороженность врачей в госпиталях, имеющих т. н. «красные зоны» для лечения COVID-пациентов, была снижена в отношении пациентов с неинфекционными заболеваниями. Разработка упомянутой модели продолжается учениками и последователями ученого.
Научные заслуги В. Ф. Демина отмечены Государственной премией Алтайского края в 1999 году., почетным знаком «Ветеран атомной энергетики и промышленности», несколькими премиями на Курчатовских конкурсах, многочисленными почетными грамотами и благодарностями.

### Участие в ликвидации последствийаварии на ЧАЭС
Как отмечает В. Ф. Демин в своих воспоминаниях, ИАЭ им. И. В. Курчатова (ныне НИЦ «Курчатовский институт») неизбежно оказался в самом центре событий по анализу и ликвидации последствий Чернобыльской аварии (как организация — научный руководитель развития атомной энергетики в СССР). С первых дней после аварии в Курчатовском институте начала действовать временная рабочая группа по анализу всей информации о происшествии и разработке предложений по срочным защитным мерам. Руководил её работой академик В. А. Легасов, по поручению которого Демин также принимал участие в работе этой группы. По словам последнего, с первых дней после аварии сложным для принятия решений на правительственном уровне стал вопрос о том, как быстро и в каком объёме представлять информацию о причинах, ходе и последствиях аварии. Ситуация осложнялась тем, что радиоактивному загрязнению подверглись некоторые территории за пределами 30-километровой зоны, в том числе в западной Европе (например, в Швеции). Начали проявлять критическую активность экологические и общественные организации СССР и других стран, в ряде случаев давая неадекватную оценку реальному положению дел. Постепенно эта активность начала приобретать политическую окраску.
В первые месяцы после аварии некоторые страны начали предъявлять требования к СССР относительно компенсации за ущерб от её последствий на их территории. В. Ф. Демин был приглашен в Минатом, чтобы дать научные рекомендации относительно ответа на такие требования. Ученый отмечает, что не было особых сложностей дать отрицательный ответ, так как в то время отсутствовали какие-либо международные соглашения относительно ответственности за трансграничный перенос радиоактивного загрязнения и, что важнее, не было утвержденных на национальном и международном уровнях методик оценки ущерба в экономических показателях от радиоактивного загрязнения окружающей среды. В то же время некоторые специалисты давали необоснованные рекомендации согласиться на денежные выплаты. Таким образом, руководство СССР находилось в некоторой растерянности и неготовности быстро и адекватно реагировать на нападки со стороны экологических и общественных организаций.

#### Подготовка доклада вМАГАТЭ
Для разрешения сложившейся ситуации на правительственном уровне по рекомендации руководства Курчатовского института и Координационного совета при АН СССР было принято решение в ближайшие месяцы представить данные о Чернобыльской аварии на международной площадке. После некоторых консультаций с советскими и международными организациями было согласовано представление доклада о Чернобыльской аварии в августе 1986 г. от имени делегации советских специалистов на международном совещании экспертов МАГАТЭ и ведущих ядерных стран. Главой делегации был назначен академик Легасов. Сотрудники Курчатовского института также были вовлечены в активную работу над докладом. При этом подготовка доклада происходила в условиях, когда ещё продолжались срочные работы по оценке и анализу последствий аварии. В. Ф. Демин, по поручению Легасова, отвечал за контакты с участниками работы над докладом в других организациях, ответственных за оценку и анализ медицинских и экологических последствий аварии.
По воспоминаниям В. Ф. Демина, содержание доклада в части его полноты и открытости вызвало неоднозначную реакцию со стороны отдельных руководителей Минатома и других ведомств. Легасов же настаивал на том, что только полная и открытая информация обо всех аспектах аварии позволит снять нарастающую политическую напряженность между СССР и западными странами. Его точка зрения победила. Более того, руководство Курчатовского института настояло на том, чтобы в состав делегации были включены ведущие специалисты по атомной энергетике института и других организаций, включая тех, кто по режимным требованиям были невыездными за рубеж. Например, таковыми были руководители отделов Курчатовского института А. К. Калугин и С. Д. Малкин.
Большое внимание в Курчатовском институте было уделено подготовке изобразительных материалов к докладу. Прежде всего, проводилась работа по изготовлению технического видеофильма об аварии. Она выполнялась в отделе комплексных телеизмерений и анализов Курчатовского института, руководимым Н. Н. Кузнецовым. Использовались фото- и видеоматериалы, полученные непосредственно на площадке аварийного блока АЭС, в его доступных внутренних помещениях, в 30-километровой зоне и при пролёте на вертолёте непосредственно над этим блоком. Примерно в эти дни отдел Кузнецова получил первые два японских персональных компьютера (ПК). Они сразу же были использованы для приготовления компьютерного изобразительного ряда к устному докладу по типу современных презентаций. Никакого соответствующего ПО в то время не существовало. Однако возможности этих компьютеров быстро были освоены и использованы для изготовления компьютерных изображений. Также были подготовлены изображения схем, таблиц и рисунков на так называемых прозрачках. Благодаря этому изобразительное сопровождение основного устного доклада Легасова на совещании в МАГАТЭ осуществлялось параллельно на трех экранах с разным содержанием. Например, на центральном экране изображалась общая схема реактора, на другом экране — более детальное описание части общей схемы, на третьем — ключевые текстовые позиции. Одновременное изображение разных частей материала доклада сразу на трех экранах было в новинку даже в современных для того времени технических условиях международной организации ООН.
Во процессе совещания перед В. Ф. Деминым стояла задача обеспечить представление такого тройного изобразительного ряда во время основного доклада Легасова в точном соответствии с подготовленном сценарием. Кроме данных организационных вопросов Демин должен был представить и свой устный доклад о радиоактивных выбросах вследствие Чернобыльской аварии. В то время ученый работал старшим научным сотрудником отдела безопасности атомной энергетики Курчатовского института.
Как пишет Демин в своих воспоминаниях, перед вылетом в Вену делегация СССР проходила специальный инструктаж, на котором, в частности, было высказано требование «противостоять попыткам клеветнических измышлений о безопасности АЭС в СССР». Заключительными словами ведущего инструктаж руководителя Государственного Комитета по использованию атомной энергетики СССР А. М. Петросьянца были: «Ребята, что вам сказать в напутствие? Я вам не завидую».
По прибытии в Вену члены делегации нештатным порядком посетили залы заседания в МАГАТЭ. В. Ф. Демин, в частности, лично проверил работу технических средств МАГАТЭ, включая работу ПК, для демонстрации изобразительного ряда доклада. Как отмечает сам ученый, он ранее не имел опыта работы на японских ПК и вообще увидел подобные впервые незадолго до вылета, в Курчатовском институте. Для него была подготовлена рукописная инструкция по подготовке компьютера и проведению демонстраций компьютерных слайдов на большой экран.
Кроме демонстрационных материалов для доклада делегации Демин хранил две копии видеокассеты с техническим фильмом о Чернобыльской аварии, полученные под расписку в Курчатовском институте. По указанию Легасова одну копию фильма он под расписку передал техническому сотруднику МАГАТЭ для подготовки его к демонстрации на большой экран во время совещания. Другая копия была запасной.
В тот же день состоялась встреча руководителей делегации с членом Советского дипломатического представительства при МАГАТЭ и представителем Советского посольства в Вене, в которой также участвовал В. Ф. Демин. На встрече, в частности, сообщалось, что представители некоторых малых неядерных стран собираются остановить работу совещания в его начале и потребовать от СССР поставить все свои АЭС под контроль МАГАТЭ или даже остановить их работу до получения положительного решения международных экспертов относительно безопасности советских АЭС. Позднее выяснилось, что у руководителя делегации США была инструкция принять окончательное решение о позиции их делегации в зависимости от промежуточных итогов совещания: либо совместно с СССР защищать возможность существования и развития атомной энергетики, либо оспаривать тот факт, что в СССР могут обеспечить безопасное развитие атомной энергетики вообще.
Незадолго до начала доклада выяснилось, что из документа по решению вышестоящих советских инстанций был удален важный раздел, касающийся технических недостатков реактора РБМК: конструкция стержней системы управления и защиты реактора (СУЗ) предопределяла ввод положительной реактивности при начале их движения в активную зону из крайнего верхнего положения. Демин отмечает, что Легасов принял решение в случае появления вопросов относительно особенности работы СУЗ сообщить полную информацию о них, чтобы не допустить появления недоверия к докладу в целом. Однако такой вопрос на совещании не возник. Тем не менее, через год на другом совещании МАГАТЭ советские специалисты представили полную информацию о работе СУЗ реактора на ЧАЭС и о том, что недостаток конструкции СУЗ на других действующих реакторах был устранен.

#### Работа на совещании
Совещание началось утром 25 августа 1986 г. Участников совещания было более 500, не считая многочисленных представителей СМИ разных стран, поэтому для размещения всех участников было использовано одновременно два основных конференц-зала МАГАТЭ. Во втором зале информация о ходе совещания транслировалась на большом экране. После представления членов советской делегации была организована демонстрация технического видеофильма о ЧАЭС и аварии на её 4-м блоке. Перед началом демонстрации из зала были удалены все представители СМИ.
В. Ф. Демин отмечает, что он сам смог «хоть как-то спокойно смотреть эпизоды видеофильма» только после третьего просмотра. Цитата из его воспоминаний: «Можно представить себе шокирующую степень впечатления от вида аварийного блока, полученную присутствующими в зале специалистами в области ядерной науки и техники. Это было за пределами их предварительных представлений о масштабе аварии.» Далее Легасов зачитал основной доклад делегации. Как помощник Легасова на совещании, Демин всегда находился рядом или за столом президиума. Ученый в том числе обеспечивал представление упомянутого выше тройного изобразительного ряда (таблицы, графики, схемы, фотографии и др.) во время доклада синхронно его устному изложению.
По завершении доклада последовали вопросы из зала. Среди прочих были вопросы и относительно радиоактивных выбросов в результате аварии. На них отвечал Демин, ссылаясь на свой предстоящий отдельный устный доклад касательно данных о радиоактивных выбросах.
Далее был организован показ фильма для представителей СМИ, по согласованию с Легасовым. Демин вспоминает следующее: «Можно себе представить, какое сильное впечатление произвел этот фильм и на непрофессиональную публику, особенно на жадных на сенсации журналистов. Через некоторое время в перерыве между сессиями совещания я был свидетелем следующей сцены: представитель какой-то (не помню) крупной телекомпании США обратился к Легасову В. А. с просьбой дать разрешение на разовый показ этого фильма на их телеканале. По указанию руководства компании он выразил готовность за это тут же выписать чек на 5 млн долларов. Легасов В. А. дал ответ спустя некоторое время. Отрицательный. По-видимому, Москва не дала разрешение.»
Демин был соавтором текста доклада по радиоактивным выбросам в результате аварии на ЧАЭС, а также и самим докладчиком. Данные о выбросах восстанавливались по результатам исследований радионуклидного состава проб аэрозолей, отбиравшихся над аварийным блоком, а также осадков на огромном пространстве вокруг ЧАЭС и по расчетным данным о наработке радиоактивных изотопов в активной зоне реактора. Ученый отмечает некоторые проблемы, возникавшие при подготовке и представлении данных о выбросах. Так, у советской делегации имелись только предварительные данные о радиоактивном загрязнении окружающей среды. Работы по оценке загрязнения в помещениях аварийного блока ЧАЭС и вовсе только начинались. Кроме того, существовала ещё и в некотором смысле политическая проблема: ранее председатель Госкомгидромета СССР Ю. А. Израэль от имени правительства сообщил, что во время аварии было выброшено в окружающую среду только 3 % радиоактивных материалов. При этом СМИ нагнетали обстановку, высказывая зачастую панические мнения о масштабах аварии. Демин и его коллеги понимали, что данные о выбросах нужно представить таким образом, чтобы не сильно противоречить ранее сделанному правительственному сообщению и при этом не предоставить ложные сведения.
Для этого Демин в первую очередь выставил за скобки данные о выбросах радиоактивных благородных газов, которые в поступили в окружающее пространство. (Было понятно, что из-за быстрого их рассеяния в атмосфере и распада короткоживущих изотопов они не представляли значимой опасности.) Далее, им было проведено физически обоснованное суммирование десятидневных радиоактивных выбросов с учётом распада короткоживущих изотопов. К последнему дню интенсивных выбросов большая часть короткоживущих изотопов, выброшенных до этого, уже распалась. Специалисты в области ядерной физики с пониманием и согласием отнеслись к этим двум действиям авторов доклада. Суммарный выброс продуктов деления (без радиоактивных благородных газов) в пересчете на 6 мая 1986 г. составил около 50 МКи (1,85·1016 Бк), или 3,5 % от общего количества радионуклидов в реакторе на момент аварии. Погрешность оценки составила 50 %. Демин отмечает, что специалисты по медицинским и экологическим последствиям ядерных аварий на совещании с некоторым недоверием отнеслись к произведённому суммированию выбросов с учётом «физического дисконтирования», однако каких-либо серьёзных возражений в аудитории не возникло.
Совещание завершилось 29 августа 1986 г. Последнее слово держал глава советской делегации Легасов. Он высказал слова благодарности всем присутствующим, а также сообщил, что по решению советского правительства копия Чернобыльского видеофильма передается в дар МАГАТЭ. При этом он произнес следующие слова: «Фильм не может быть оценён в рублях, долларах или фунтах стерлингов. Его цена измеряется высокими дозами, многими бэрами, которые получили его создатели во время своей работы на аварийном блоке и площадке Чернобыльской АЭС».
Демин отмечает, что положительными результатами Совещания были удовлетворены не только дипломаты, но и само МАГАТЭ. В случае негативного хода событий всё могло бы закончиться разворачиванием мощной антиядерной кампанией во всем мире. Под угрозой могло оказаться и существование МАГАТЭ.
Позднее тем же днем состоялась беседа с участием Демина, Легасова и одного из советских сотрудников МАГАТЭ. Легасов получил поздравления в связи с успехом совещания, также ему были предсказаны благодарности и поздравления от Правительства по прилете в Москву. На это Легасов ответил: «Ничего подобного не будет. Вот если мы бы провалились на совещании, то нам бы выдали порицания и наказания по полному счету». Демин был очень удивлен этим словам и отнесся к ним с большим сомнением. Тем не менее, события в последующие месяцы после совещания показали, что слова академика оказались пророческими.
На следующей неделе после основного совещания состоялось другое совещание международной группы советников при МАГАТЭ по ядерной безопасности. Перед ней была поставлена задача подготовить доклад по Чернобыльской аварии от имени МАГАТЭ, основываясь на представленных советской делегацией материалах. Для работы с этой группой Легасов оставил некоторых членов советской делегации, включая и Демина, который отвечал за данные о радиоактивных выбросах аварии и их последствиях. Результатом работы группы стал опубликованный от имени МАГАТЭ Сводный отчёт о Чернобыльской аварии (Safety series No 75-INSAG-1, 1986). Содержание данного отчета МАГАТЭ мало отличалось от основных положений советского доклада. Демин отмечает, что главная заслуга в успехе советской делегации на совещании принадлежит академику Легасову, так как именно он настоял на необходимости представления открытых и по возможности полных данных о Чернобыльской аварии и её последствиях, и на включении в состав делегации высококвалифицированных специалистов в области ядерной технологии.